# Abu-Bakr Yunis Jabr
Abu-Bakr Yunis Jabr (en árabe: أبو بكر يونس جابر tr.; Yalu, 1952 - Sirte, 20 de octubre de 2011) fue un militar y ministro de Defensa libio bajo el régimen del coronel Muamar el Gadafi. Su puesto oficial era de Secretario del Comité Interino General para la Defensa.

## Formación militar
Hay discrepancias sobre el año de su nacimiento. Según las Naciones Unidas él nació en Jalu, Libia, en 1952. El diario alemán Frankfurter Allgemeine Zeitung dice que nació cerca de 1940. Se educó en la Academia Militar en Bengasi, donde recibió clases con el joven Gadafi. Posteriormente Jabr participó con él en el Movimiento Libre de Oficiales que, el 1 de septiembre de 1969, derrocó al rey Idris I en una revolución e instaló en el poder al coronel Gadafi (de 27 años) por los próximos 42 años. 
Tras un fallido intento de golpe de Estado en diciembre de 1969 por parte del Ministro Adam al-Hawaz contra el gobierno de Muamar Gadafi, Abu-Bakr fue nombrado ministro de Defensa en el nuevo gabinete ministerial. Se desempeñó como jefe del Ejército de Libia desde los años 1970, alcanzando el grado de general de división, y fue 1 de los 12 oficiales del Consejo del Mando de la Revolución dirigido por Gadafi. El 15 de febrero de 2011 estalló una rebelión contra la gobierno gadafista, durante la cual se reportó que fue arrestado por no obedecer órdenes para asesinar a los manifestantes antigadafistas. Se reportó el 7 de junio de ese año que Abu-Bakr Yunis Jabr fue ejecutado por Gadafi rehusarse a disparar a los manifestantes; el 13 de junio la televisión estatal libia mostró que estaba con soldados en el frente de línea en la ciudad petrolera de Brega. El 2 de agosto, el diario estadounidense Washington Post escribió que en la televisión estatal libia apareció Jabr anunciando que los miembros del ejército que desertaron para unirse a los rebeldes y regresar al régimen para ampararse en el perdón general.

## Muerte
El 20 de octubre de 2011 el canal de televisión catarí Al Jazeera reportó que Jabr murió en Sirte, la ciudad natal de Gadafi. El iba en un convoy de automóviles con éste huyendo de la batalla de Sirte. Tras el ataque aéreo de la OTAN al convoy se refugió con Gadafi en una tubería siendo capturado junto con él por los combatientes del Consejo Nacional de Transición (CNT). Testigos dicen que murió camino al hospital; el comandante de la Brigada 11 del CNT, Abdul Hakim Al Jalil, mostró después una foto del cadáver de Jabr a Reuters. Al Jazeera mostró también fotos de su cuerpo cuando era conducido en una ambulancia.